# Nicolette Franck
Nicolette Franck (sau Nicoleta Franck) (1920 - 2012) a fost o jurnalistă elvețiană de origine română.
Nicolette Franck s-a născut la Iași iar tatăl său a fost avocatul Nicu Apotecher. Nicolette a fost căsătorită cu jurnalistul francez Yves Franck (1913 - 1981). 
Pentru foarte mulți ani, ea a fost apropiată Familiei Regale a României, în timpul exilului forțat impus Regelui Mihai de către autoritățile comuniste.
Conform unor relatări și documentelor istorice referitoare la Operațiunea „Străinul” (operațiunea de supraveghere a Regelui și a familiei sale, desfășurată de către Securitatea română), ea s-a numărat printre cei care a furnizat informații despre Familia Regală atât Departamentului Securității Statului, cât și serviciilor de securitate elvețiene (care știau unii despre alții).
Conform acelorași relatări, în momentul Revoluției din 1989, jurnalista s-a opus difuzării comunicatului Regelui către țară și intenției ASR Principesa Margareta de a fonda o organizație umanitară în România. În septembrie 1996, ea și-a exprimat dezacordul privind căsătoria Principesei cu Principele Radu, despre care a lansat zvonul (nesusținut de probe) că ar fi colaborator al Securității.